# AMR (слот)

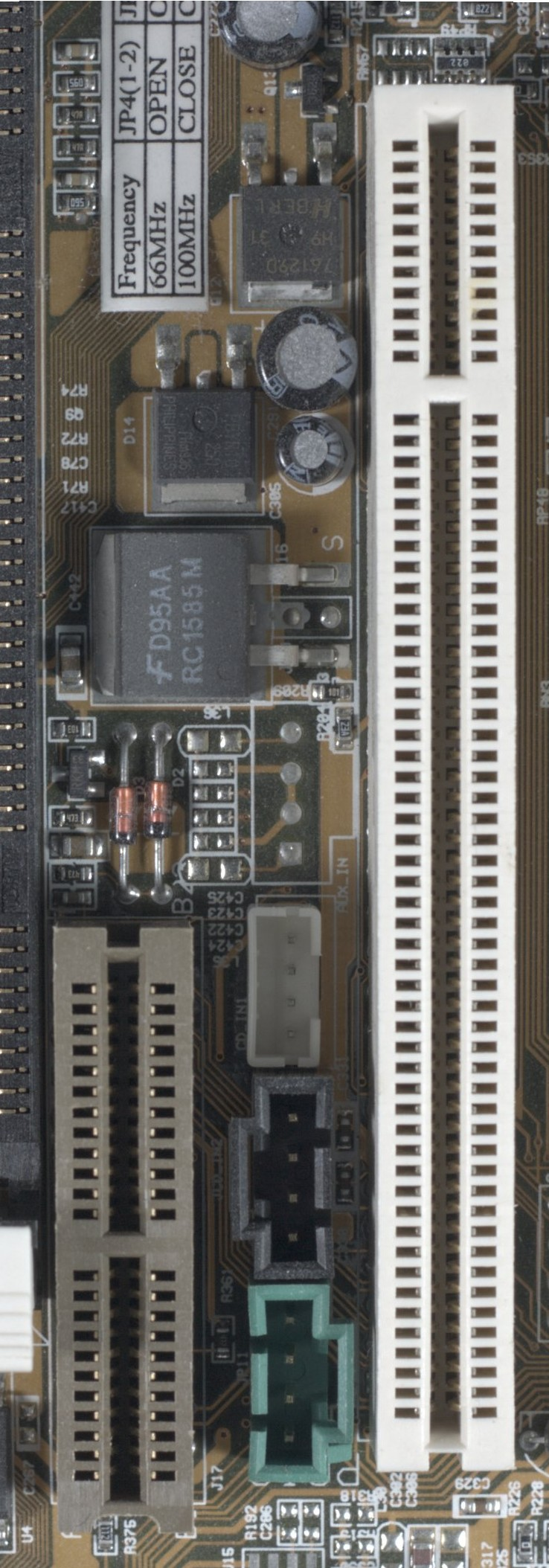
Слот AMR (коричневый, слева) и слот PCI (белый, справа, для сравнения)

AMR (англ. Audio Modem Riser) — специализированный слот расширения, присутствовавший на некоторых материнских платах компьютеров (для процессоров Pentium III, Pentium 4 и Athlon) выпускавшихся в 2000-2002 годах. Был разработан компанией Intel. Более не поддерживается.
Слот был предназначен для обеспечения возможности выноса интегрированных аналоговых устройств, таких как звуковые карты и модемы, на отдельную карту расширения. Так как аналоговые устройства требуют обязательной сертификации FCC, такое решение могло снизить затраты при выпуске материнских плат за счёт однократной сертификации аналоговой части и её последующего использования с разными платами (вместо сертификации каждой новой платы).

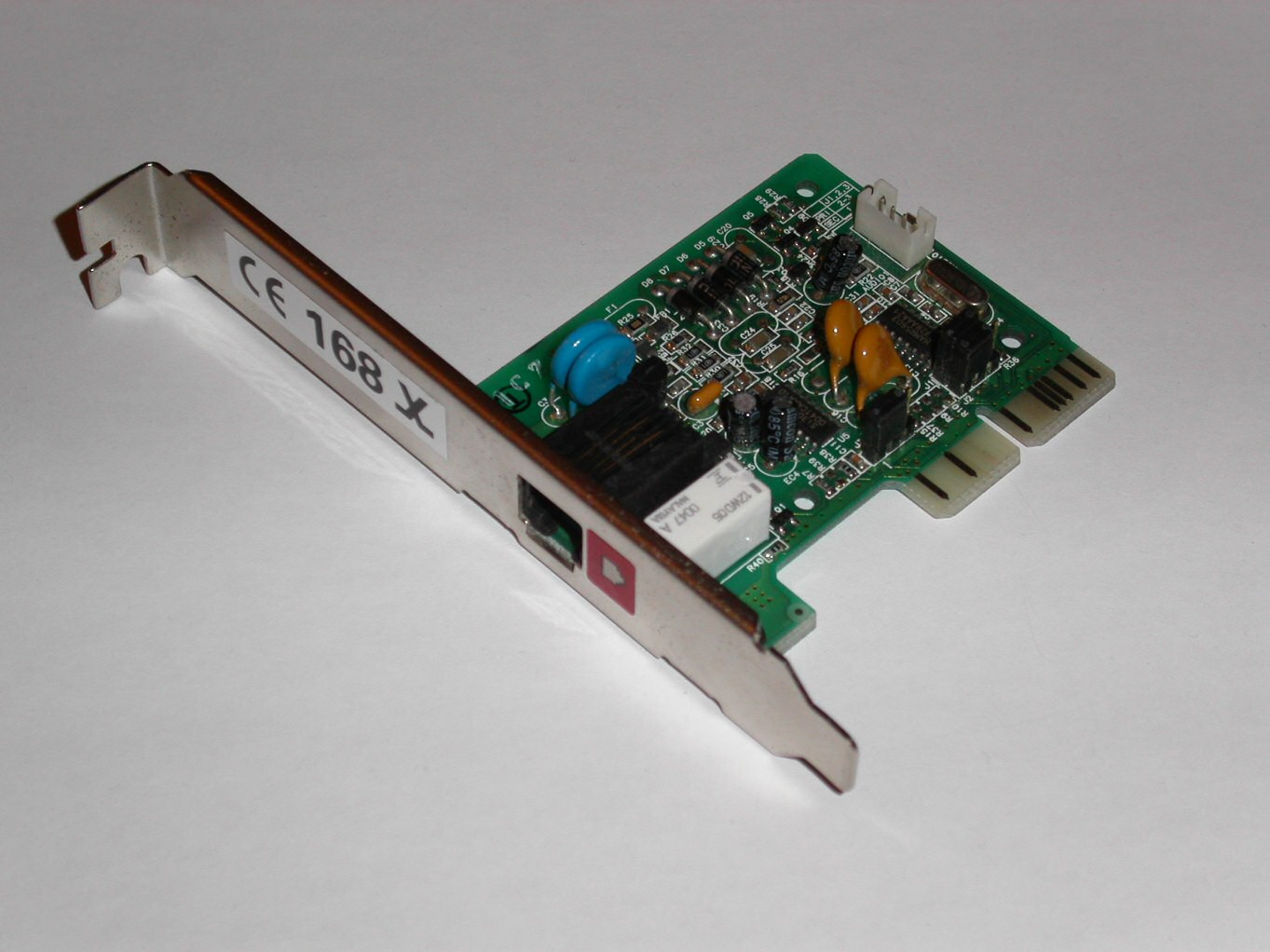
Плата AMR-модема

## Технология

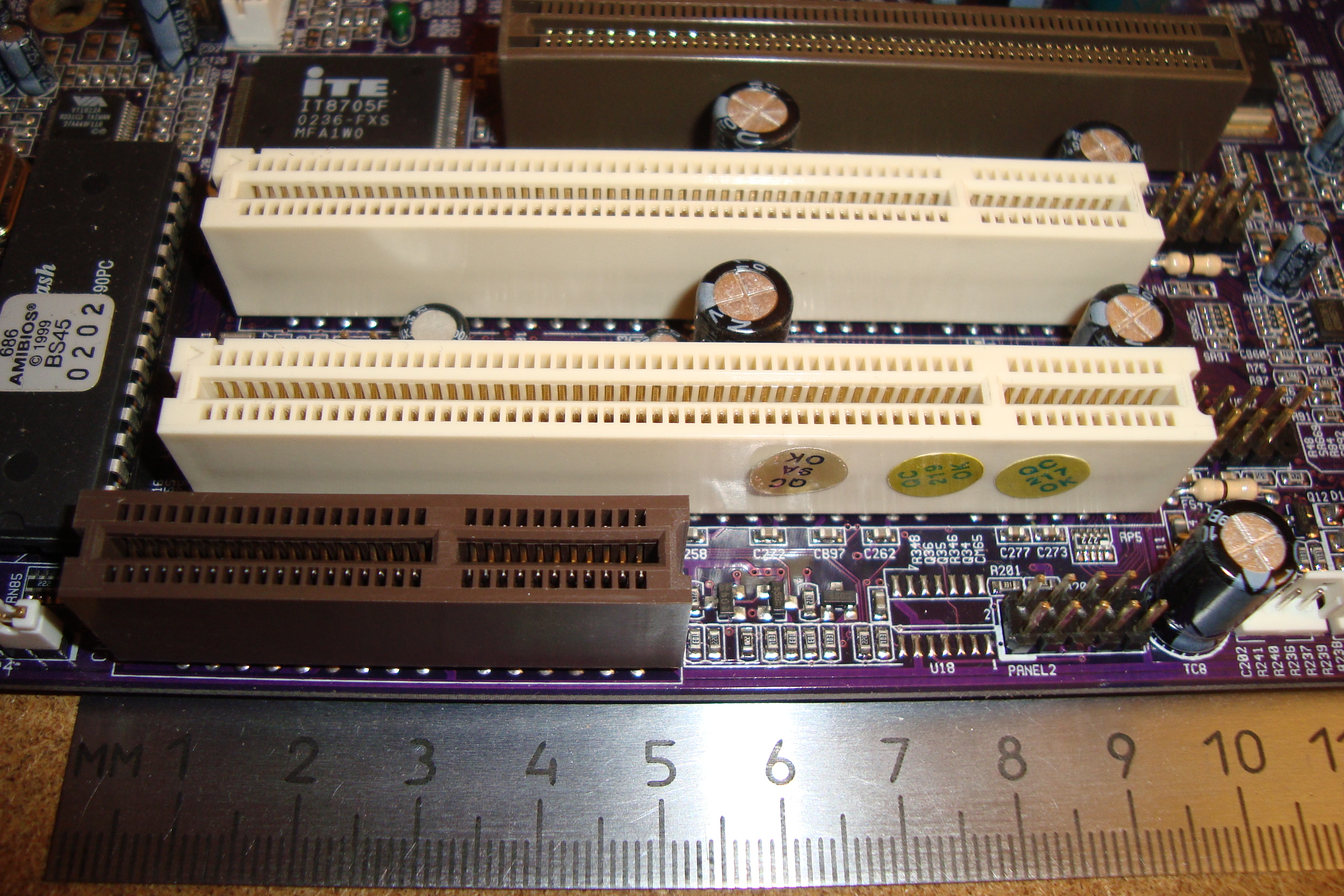
Разъём Communications Networking Riser (CNR) (коричневый, снизу) рядом с разъёмами PCI (белые, посредине) и AGP (коричневый, сверху) для сравнения, на старой материнской плате ECS P4VMM2 1.3

Физически слот имеет 46 контактов, расположенных двумя рядами. Техническая реализация имела три недостатка: слот занимал место одного из слотов PCI, отсутствовала поддержка технологии Plug-and-Play, а также аппаратного ускорения.
Впоследствии слот AMR был заменён аналогичным решением от сторонних разработчиков, ACR (Advanced Communications Riser), и — собственной разработкой Intel, CNR (Communications and Networking Riser). Однако, технология специализированных слотов расширения не получила большого распространения. Модемы в основном продолжали выпускаться в виде карт PCI, а звуковые карты интегрировались в материнскую плату.
Производитель материнских плат Asrock внедрял аналогичный по назначению слот HDMR (High Definition Multimedia Riser) для некоторых выпускаемых фирмой плат (например AsRock K8NF4G), через которых, в частности, можно было подключить специальную плату расширения для вывода видеоизображения через DVI-разъём, однако и эта технология не получила распространения и в дальнейшем производитель от неё отказался.